# Зип диск
Зип дискове е възприетото на български име за сменяемите носители на информация, чиято търговска марка е „Iomega Zip“ на фирма Iomega.
Носителите имат същия принцип като дискетните устройства или твърдите дискове, т.е. битовете се записват по магнитен начин на въртящ се сменяем диск.
Вътрешните зип устройства се свързват чрез АТА (паралелен) интерфейс и се произвеждат като OEM-версии на различни производители (IBM, Dell). Външните устройства могат да се свържат чрез USB, паралелния порт или чрез SCSI-интерфейса на компютъра. Външните устройства имат превключвател за на идентификационния номер на SCSI-устройството и за завършване на SCSI-веригата.
Първите устройства имат капацитет 100 мегабайга, следват 250 MB и 750 MB, като устройствата със 750 MB четат 100 MB дискове, но не пишат върху тях.
С навлизането на CD-ROM и на флаш-паметта използването на зип диска залязва, като след 2000 г. все по-рядко да се използват. За упадъка още допринася и лошата представа за разрушаване на носителя и устройството едновременно при наличието на замърсени глави.